# Krakus (cavalerie)
Pour l’article homonyme, voir Krakus.
Les Krakus sont une unité de cavalerie légère polonaise de l'armée du duché de Varsovie. Créés en 1813 à partir d'une levée de 4 000 paysans polonais afin d'arrêter l'armée russe qui talonne la Grande Armée à la suite de la retraite de Russie, ils ont une durée d'existence assez courte de 1813 à 1814, mais s'illustrent lors des campagnes d'Allemagne et de France. Surnommés la « cavalerie pygmée » par Napoléon Ier du fait de leurs petits chevaux, ils sont un exemple de la bravoure des soldats polonais de la Grande Armée avec leurs compatriotes des lanciers polonais de la Garde impériale.

## Historique

### Organisation
En décembre 1812, à la suite de la désastreuse campagne de Russie, la Grande Armée doit trouver de nouvelles recrues pour reformer ses rangs. Le prince polonais Joseph-Antoine Poniatowski s'occupe de préparer le duché de Varsovie à résister à l'armée russe. C'est ainsi que sont levés dans la région de Cracovie, en voïvodie de Petite-Pologne, 4 000 paysans à cheval équipés aux frais des villages et des seigneurs locaux. Leur nom de Krakus vient précisément du fait qu'ils sont originaires de la région de Cracovie. Ces unités sont d'abord assez mal perçues et, sur les 4 000 recrues du départ, la moitié est reversée dans l'infanterie de l'armée du duché de Varsovie. Les 2 000 hommes restants sont organisés par le major Kajetan Rzuchowski. À partir du 20 mars 1813, ils sont commandés par le colonel Alexandre Oborski.
Les Krakus ne reçoivent qu'un entraînement rudimentaire et, en lieu et place d'un trompette, utilisent un bountchouk pour la transmission des ordres.

### Campagne d'Allemagne (1813)
Les Krakus partent pour la Saxe au sein du 8e corps de l'armée du duché. Divisés en quatre escadrons de 220 chevaux chacun, ils font partie, avec le 14e régiment de cuirassiers polonais, de la 27e brigade de cavalerie légère de l'avant-garde du général Jan Nepomucen Umiński. 
L'unité connaît son baptême du feu à Friedland le 17 août 1813. Les Krakus suivent des tactiques semblables aux cosaques et, de même que les éclaireurs et les tartares lituaniens de la Garde impériale, font partie des unités ayant ce rôle de harcèlement et de reconnaissance ; comme le souligne Jan Rutkiewicz, le régiment « était avant tout destiné à la reconnaissance du terrain, actions « coup de poing », de couverture et de diversion sur les arrières de l'ennemi, et surtout à couper les voies de ravitaillement des troupes adverses », soit « tous les « ennuis » causés depuis des mois à l'armée impériale en retraite par les Cosaques au service du tsar ». Le 9 septembre, les Krakus capturent l'étendard du régiment russe des cosaques de Grékov à Strahwalde. 
Le 25 septembre, Napoléon Ier les rencontre à Zittau. Il est d'abord amusé par le caractère chétif de ses cavaliers, mais le récit de leurs exploits par le général Umiński l'incite à les passer en revue. Il déclare à Caulaincourt : « Voici des gens qui, sur des chevaux pareils, font la leçon aux Cosaques et prennent même leurs drapeaux ! » ; puis, à Poniatowski, il dit : « Je viens de passer en revue votre cavalerie pygmée, j'en veux 3 000 hommes ! ». 
Par la suite, les Krakus se signalent en diverses occasions comme à Zetlitz, le 9 octobre, où Poniatowski se jette dans la mêlée avec un détachement de Krakus de sa garde personnelle. Quelques jours plus tard, lors de la bataille de Leipzig, ils chargent à Wachau et y mettent en déroute le régiment de cosaques de la Garde impériale. Leur effectif n'est plus que de 21 officiers et 257 soldats à la fin de la bataille.

### Campagne de France (1814)

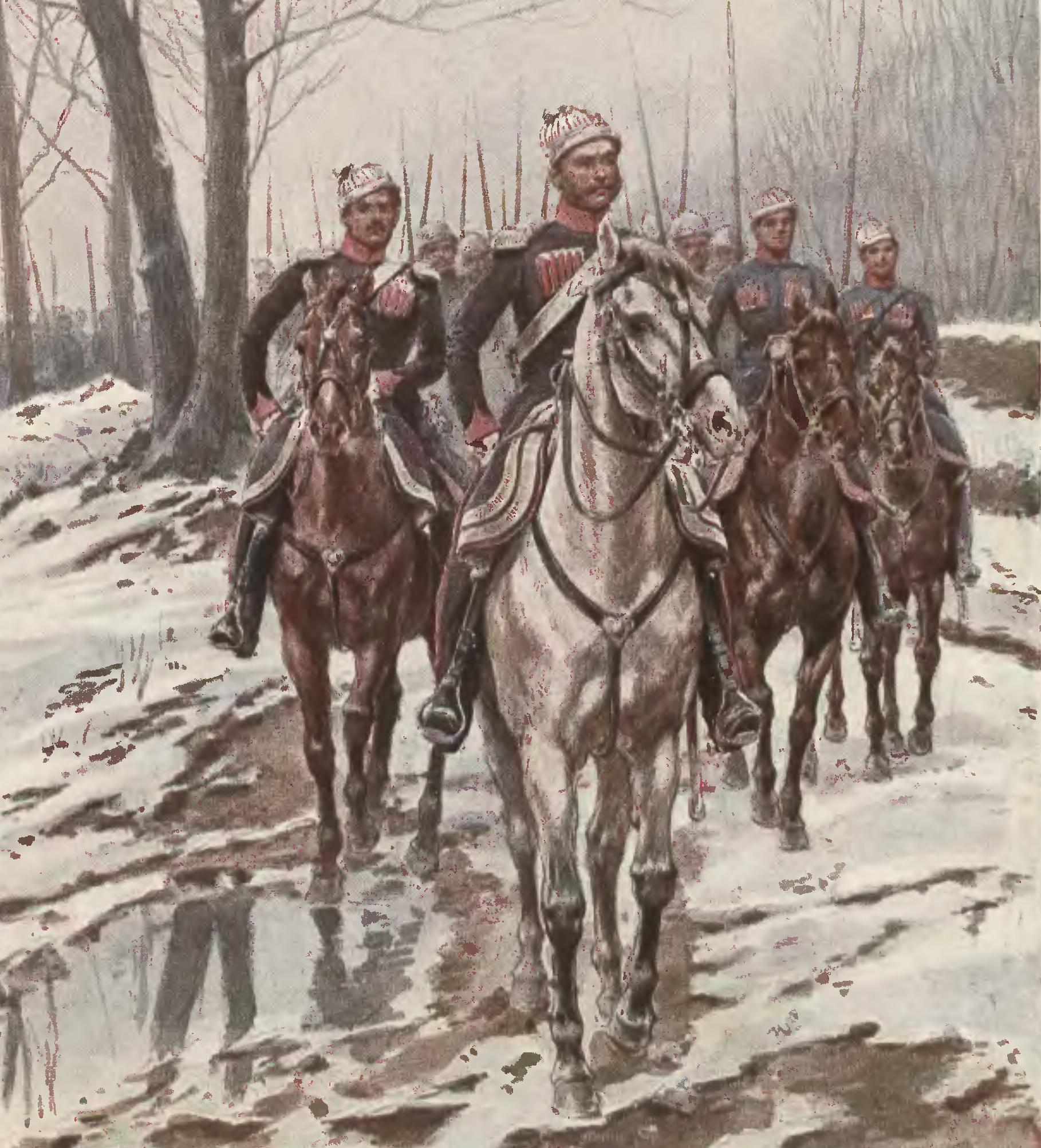
Les Krakus en 1814, par Bronisław Gembarzewski.

En 1814, après avoir été réorganisés à Sedan, ils servent auprès des chevau-légers lanciers polonais de la Garde lors de la campagne de France et mènent une dernière charge lors de la bataille de Claye. Alain Pigeard évoque cependant leur participation à la défense de Paris en mars 1814. 
Après l'abdication de Napoléon, les soldats qui composent le régiment regagnent leurs foyers, non sans escorter, sur le trajet du retour, la dépouille du maréchal Poniatowski depuis Leipzig jusqu'à Varsovie. L'unité est dissoute à la fin de l'année 1814.

## Uniforme et équipement
Les Krakus ont un uniforme proche des chevau-légers polonais. Les tenues, écrit Jan Rutkiewicz, sont « d'inspiration et de couleur locales. Ainsi, l'escadron Posnanie portait des casaques en drap de laine bleu marine ― l'habit des paysans ― aux revers bleus, tandis que l'escadron Cracovie avait des casaques gris-beige ». La coiffe est une krakuska, une toque de forme carrée traditionnellement portée par les paysans de la région de Cracovie. Les cavaliers du régiment sont théoriquement équipés d'une lance sans fanion, d'un sabre et d'un pistolet à silex.